# Provincia de Hadrut
La provincia de Hadrut (en armenio: Հադրութի շրջան) fue una provincia de la autoproclamada República de Artsaj. Si bien la provincia fue parte de facto de Artsaj, la república tuvo un reconocimiento internacional limitado y el territorio de la provincia fue, de iure, parte de la República de Azerbaiyán.
Durante la segunda guerra del Alto Karabaj, se produjeron intensos combates en la ciudad de Hadrut y sus alrededores. Una investigación independiente de Bellingcat confirmó que el ejército de Azerbaiyán tomó el control de la ciudad de Hadrut el 14 o el 15 de octubre de 2020.

## Geografía
La provincia de Hadrut formaba la frontera sur de la República de Artsaj y es una de sus partes más montañosas. Las aldeas se encontraban principalmente a lo largo de dos valles fluviales y se dispersaban en elevaciones más bajas en la franja meridionales. Las excavaciones de la cueva Azokh muestran que los humanos han habitado esta área durante decenas de miles de años, y la región tiene una rica historia.
La provincia de Hadrut tenía 30 comunidades de las cuales una se consideraba urbana y 29 eran rurales. Los problemas más importantes eran el agua potable y de riego y las vías de comunicación interna. Algunas aldeas carecían de red telefónica y algunas tenían dificultades para ver los canales de televisión armenios. Más de 340 personas de la región de Hadrut fueron víctimas durante la primera guerra del Alto Karabaj. Casi el 30% de su área ha sido arruinada y quemada varias veces.

## Sitios de interés
- Ciudad de Hadrut
- Monasterio de Gtichavank, construido entre 1241 a 1248
- Puentes de Khodaafarin, siglo XIII, cerca del pueblo de Togh (Տող)